# 399年
| 千纪： | 1千纪 |
| 世纪： | 3世纪 \| 4世纪 \| 5世纪 |
| 年代： | 360年代 \| 370年代 \| 380年代 \| 390年代 \| 400年代 \| 410年代 \| 420年代 |
| 年份： | 394年 \| 395年 \| 396年 \| 397年 \| 398年 \| 399年 \| 400年 \| 401年 \| 402年 \| 403年 \| 404年                                                                                          |
| 纪年： | 己亥年（猪年）；东晋隆安三年；后燕长乐元年；后秦皇初六年，弘始元年；西秦太初十二年；北魏天兴二年；后凉龍飛四年，咸寧元年；南凉太初三年；北凉神玺三年，天玺元年；南燕二年；高句丽永乐九年 |

## 大事记
- 中國
  - 北魏拓跋珪正式稱帝，是為北魏道武帝。
  - 法显和尚从长安出发前往天竺。
  - 孫恩起兵反抗東晉，三吳各郡皆響應他，孫恩之亂由而爆發。
  - 東晉權臣司馬道子患病並且酗酒，其子司馬元顯趁其聲望下滑奪取了揚州刺史職務，掌握了東晉朝廷。
  - 司馬元顯加桓玄都督荊州長沙郡、衡陽郡、湘東郡及零陵郡四郡諸軍事，並改以桓玄兄桓偉代楊佺期兄楊廣為南蠻校尉。
  - 殷仲堪、桓玄及楊佺期結盟對抗朝廷，逼令朝廷屈服。後來桓玄襲擊殷仲堪與楊佺期兩人，並逼令自殺。
  - 後涼天王呂光卒，子呂紹繼位，庶長子呂纂又殺呂紹自立。
  - 十一月甲寅，孫恩攻陷會稽，會稽內史王凝之帶了親生子女們逃跑，在會稽城外被叛軍捉拿，與子女一起被殺。

## 逝世
- 楊佺期，東晉末年重要將領，東漢太尉楊震八世孫，官至龍驤將軍、雍州刺史。
- 殷仲堪，東晉末年重要官員，官至荊州刺史。
- 呂光，十六國時期後涼建立者。
- 呂紹，十六國時期後涼第二任君主。
- 禿髮烏孤，十六國時期南涼開國君主。
- 王凝之，東晉書法家王羲之次子，歷任江州刺史、左將軍、會稽內史等職。